# جوونایل (خواننده رپ)
جوونایل (انگلیسی: Juvenile؛ زادهٔ ۲۶ مارس ۱۹۷۵) خواننده رپ و هنرپیشه اهل ایالات متحده آمریکا است.